# Elsa Cavelti
Elsa Cavelti (Rorschach, 4 mei 1907 - Bazel, 10 augustus 2001) was een Zwitserse operazangeres.

## Biografie
Elsa Cavelti was een dochter van Johann Mathias Cavelti, een krantenuitgever. Na haar opleiding tot pianiste en zangeres in Zürich, Frankfurt am Main en Wenen, ging ze in 1936 aan de slag in de stedelijke opera van Katowice. Ze trad tevens op in Frankfurt, Bytom, Düsseldorf en de nationale opera van Dresden. Vervolgens ging ze als alt aan de slag bij het stedelijk theater van Zürich. Cavelti maakte lange tournee door Europa en de Verenigde Staten. Ze zong op diverse premières van Zwitserse componisten, waaronder Paul Huber, Othmar Schoek, Frank Martin, Willy Burkhard, Rudolf Kelterborn enz.
In 1959 volgde ze opnieuw zanglessen, waardoor ze ook als sopraan kon optreden. Vanaf 1964 gaf ze les aan het staatsconservatorium van Frankfurt. Daarnaast gaf ze tevens les in haar thuisstad Bazel, waar ze in 2001 overleed.